# Данца, Тони
Тони Данца (англ. Tony Danza, при рождении Антонио Сальваторе Яданца (англ. Antonio Salvatore Iadanza); род. 21 апреля 1951, Нью-Йорк) — американский боксёр, актёр и телеведущий, наиболее известный по ролям в сериалах «Такси» и «Кто здесь босс?». Номинант на премии «Эмми», «Золотой глобус» и «Золотая малина».

## Ранние годы
Тони Данца родился в Бруклине (Нью-Йорк), в семье Энн Каммисы (1925—1993) и Мэтти Яданцы (1920—1983). Мэтти Яданца работал в Бруклине мусорщиком. Предки Данцы эмигрировали из Италии. У него есть младший брат, Мэтти-младший (род. 1954), владеющий рестораном в Лос-Анджелесе. Когда Тони было 14 лет, его семья переехала в деревню Мэлверн, штат Нью-Йорк. В 1968 году окончил местную школу.
В 1972 году Данза получил степень бакалавра Дабекского университета в области истории, где во время первого года учёбы сделал на правой руке татуировку в виде рисунка Роберта Крамба Keep on Truckin. В 1985 году в интервью Us Weekly Данца заметил: «Я играл в бассейне с парнем, у которого были эти татуировки, а мне хотелось найти друзей». Также на правом плече у него есть татуировка в виде двух перчаток и надписи Keep Punching.

## Карьера
С 1976 по 1979 годы Данца был профессиональным боксёром. Провёл 12 боёв, в 9 из которых он одержал победу. До того, как попасть в ситком «Такси», Данца был заведующим боксёрского зала в Нью-Йорке.
Данца стал известен благодаря ситкомам «Такси» (1978—1983, роль боксёра и таксиста Тони Банты) и «Кто здесь босс?» (1984—1992, роль отца-одиночки и экономки Тони Мичелли), за работу над которыми он получил четыре номинации на премию «Золотой глобус».
Он также играл в комедийных сериалах «Хадсон-стрит» (1995—1996) и «Шоу Тони Данца» (1997). С 2000 по 2002 годы принимал участие в съёмках юридического сериала «Семейное право».
Также снимался в фильмах «Гонки «Пушечное ядро» 2» (1984), «Ангелы у кромки поля» (1994), «12 разгневанных мужчин» (1997), «Столкновение» (2004) и некоторых других.
В 1999 году за участие в сериале «Практика» получил номинацию на премию «Эмми» как лучший приглашённый актёр в драматическом сериале. Его первым кинофильмом в карьере была лента «Голливудские рыцари» (1980). Получил ряд положительных критических отзывов за игру в спектакле по пьесе Юджина О’Нила «Продавец льда грядёт» (1999). В 2002 году выпустил свой дебютный музыкальный альбом The House I Live In, записанный в стиле крунинг. В этом же году был ведущим шоу «Мисс Америка».
Данца также известен как ведущий ток-шоу «Шоу Тони Данца», которое шло по утрам каждый будний день с 2004 по 2006 годы. 9 мая 2005 года Данца и его гость, гонщик NASCAR Расти Уоллес, приняли участие в картинге. Гоночный автомобиль ведущего задел болид Уоллеса, в результате чего их машины перевернулись. Данца получил сотрясение мозга. 20 октября того же года он бросил вызов гонщице IRL IndyCar Данике Патрик. На гоночном треке у него отказали тормоза и он врезался в стену. Данца тогда не пострадал. В последний раз его ток-шоу вышло 15 сентября 2006 года.
C 19 декабря 2006 по 11 марта 2007 года на Бродвее и с 13 августа 2007 на 9 февраля 2008 в Лас-Вегасе играл Макса Бялыстока в постановке мюзикла Мела Брукса «Продюсеры». Был главной звездой реалити-шоу «Научите: Тони Данца», съёмки которого проходили в 2009—2010 учебном году в Северо-восточной средней школе в Филадельфии. Данца исполнял роль учителя английского языка для 10 класса. Премьера программы состоялась 1 октября 2010 года, но через семь эпизодов его трансляция была досрочно завершена, в том числе и из-за низких рейтингов.

## Личная жизнь
В колледже Данца познакомился и женился на своей первой жене Ронде Йоман, у них родилось двое детей.
В 1986 году женился на Трейси Робинсон. С 2006 году они жили раздельно и официально развелись 10 марта 2011 года.
Данца и его сын Марк опубликовали кулинарную книгу Don’t Fill Up on the Antipasto: Tony Danza’s Father-Son Cookbook. Данца является членом Республиканской партии США.

## Фильмография
| Год  | Название               | Оригинальное название  | Роль                               |
| ---- | ---------------------- | ---------------------- | ---------------------------------- |
| 1981 | Обезьянник             | Going Ape!             | Фостер                             |
| 1989 | Она неуправляема       | She’s Out of Control   | Даг Симпсон                        |
| 1994 | Ангелы у кромки поля   | Angels in the Outfield | Мел Кларк, питчер «Ангелов»        |
| 1996 | Дорогой Боженька       | Dear God               | играет сам себя, камео             |
| 1997 | 12 разгневанных мужчин | 12 Angry Men           | продавец, спортивный фанат         |
| 2004 | Столкновение           | Crash                  | Фред                               |
| 2013 | Страсти Дон Жуана      | Don Jon                | Джон Мартелло-старший              |
| 2020 | В меньшинстве          | Outmatched             | Джой Беннет, отец Майка (1 эпизод) |
| 2023 | И просто так (2 сезон) | And Just Like That…    | камео                              |